# 楽しい行進曲

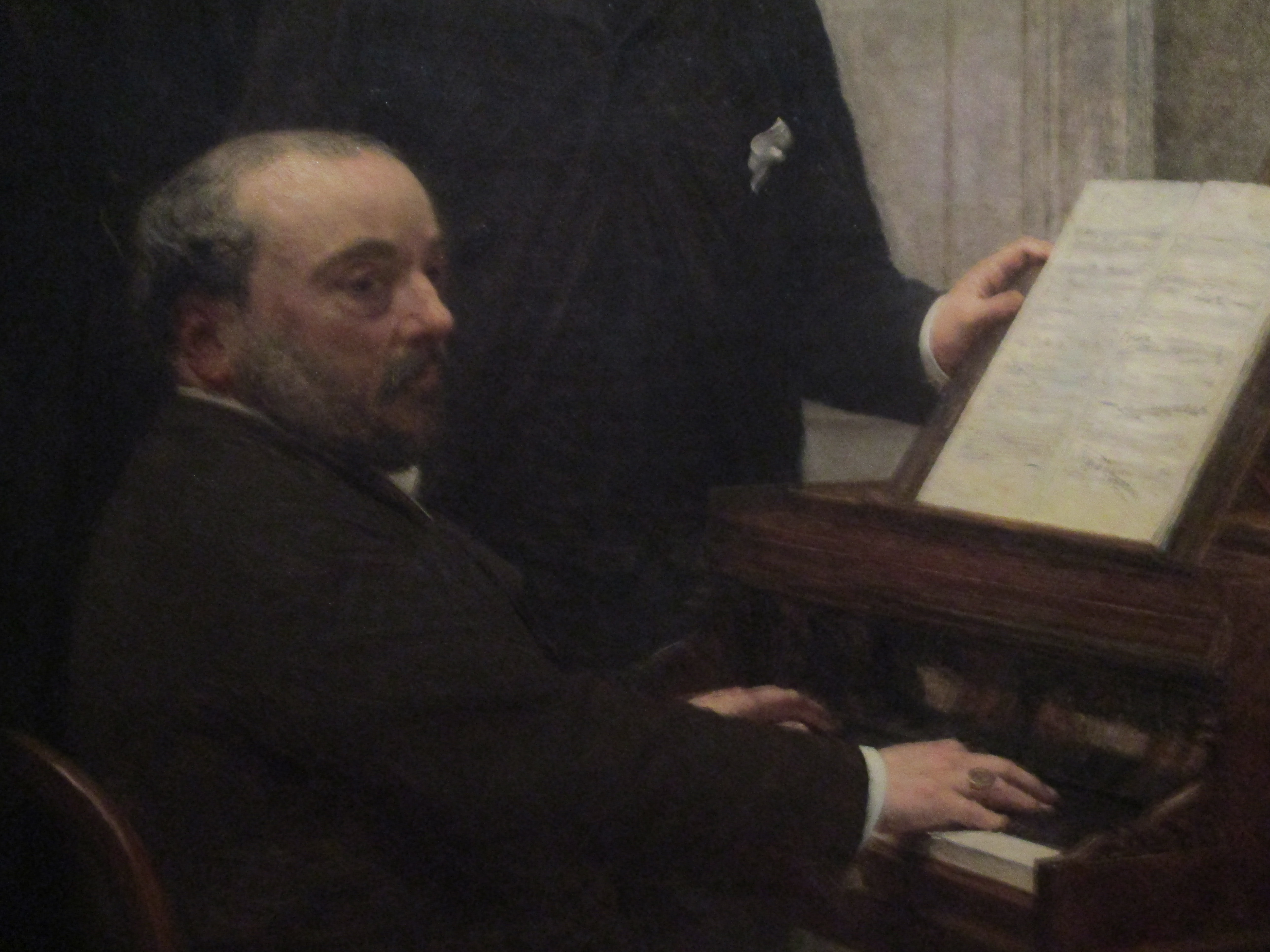
シャブリエの肖像（アンリ・ファンタン＝ラトゥール画）

楽しい行進曲（Joyeuse marche）は、エマニュエル・シャブリエが作曲した管弦楽作品。原曲はピアノ曲である。

## 概要
1888年にピアノ曲として作曲されたが、のちにシャブリエに
よって管弦楽に編曲され、同年にアンジェ芸術協会でシャブリエの指揮によって初演された。このときタイトルは「フランス風行進曲」であったが、ほどなくして現在のタイトル「楽しい行進曲」に改められた。なお、このときの演奏会の曲目は、有名な狂詩曲『スペイン』や『田園組曲』、『田園前奏曲』などが含まれていた。
酩酊して機嫌の良い楽士たちが、酒に酔ってよろめきながら家路につくさまを描写したものといわれている。

## 編成
ピッコロ、フルート2、オーボエ2、クラリネット2、ファゴット4、ホルン4、コルネット2、トランペット2、トロンボーン3、チューバ、ティンパニ、スネアドラム、バスドラム、シンバル、トライアングル、ハープ、弦五部

## 構成
全ての管弦楽の華やかな前奏のあと、オーボエのソロが機知に富み奇想的な第1主題を奏する。第1主題とヴァイオリン群による第2主題が、巧妙かつ賑々しく展開される。ロッシーニに共通するようなユーモアをたたえている。演奏時間は約3分。